# Bredevoort

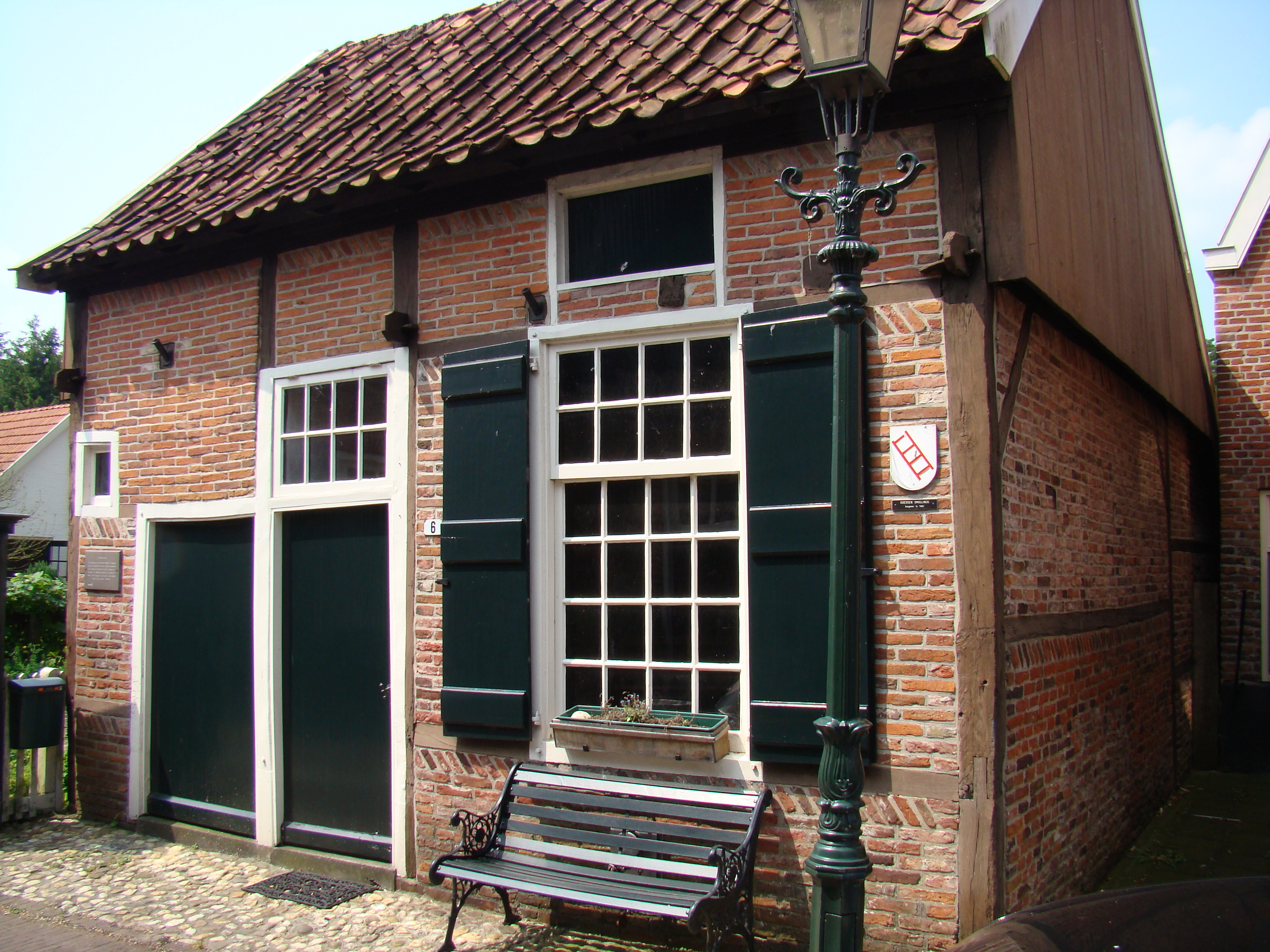
Litet 1700-tals hus i Bredevoort.

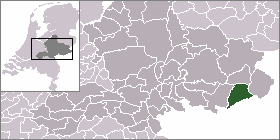
Bredevoorts läge

Bredevoort (Saxon: Brevoort) är en fästningsstad i staden i Achterhoek Aalten, Gelderland. Staden har titeln på grund av de många böcker antikvariat och begagnade bokhandlar. Bredevoort har 1 525 invånare (per den 1 januari 2008, källa CBS).